# ハロゲン間化合物
ハロゲン間化合物（ハロゲンかんかごうぶつ、英: interhalogen compounds）は、複数の異なるハロゲン元素が結合した化合物。ほとんどのハロゲン間化合物の一般式はXYn（n=1、3、5、7。また、Xはより電気陰性度の低いハロゲン）。加水分解しやすく、酸化剤としての性質があることから日本の消防法ではいずれも第6類危険物に分類される。

## 2原子のハロゲン間化合物
- 一フッ化塩素（ClF）
- 一フッ化臭素（BrF）
- 一フッ化ヨウ素（IF）
- 一塩化臭素（BrCl）
- 一塩化ヨウ素（ICl）
- 一臭化ヨウ素（IBr）
- 一ヨウ化アスタチン(AtI)

## 4原子のハロゲン間化合物
いずれも2つの孤立電子対を持つT字形の分子構造をとる。
- 三フッ化塩素（ClF3）
- 三フッ化臭素（BrF3）
- 三フッ化ヨウ素（IF3）
- 三臭化ヨウ素（IBr3）

## 6原子のハロゲン間化合物
下記の五フッ化物のみが確認されている。
- 五フッ化塩素（ClF5）
- 五フッ化臭素（BrF5）
- 五フッ化ヨウ素（IF5）

## 8原子のハロゲン間化合物
- 七フッ化ヨウ素（IF7）
- 三塩化ヨウ素（I2Cl6）